# Akebono Brake Industry
Akebono Brake Industry (曙ブレーキ工業?, Akebono burēki kōgyō) è un'azienda giapponese, produttrice di componenti per automobili, motocicli, treni e macchinari industriali.
La società fu fondata da Sanji Osame nel 1929 come Akebono Sekimen Kōgyōsho. Osame ha fondato la società in risposta alla richiesta da parte dell'Autorità dell'esercito giapponese per il trasporto terrestre e i suoi primi prodotti sono stati i rivestimenti dei freni utilizzati da vari enti governativa. A marzo 2016 l'azienda dava lavoro a 9.238 impiegati e nel 2015 fatturava 2,44 miliardi di dollari statunitensi.
Oltre al quartier generale di Hanyu, Saitama e Nihonbashi, ha anche strutture in altre località del Giappone, come Fukushima. Negli Stati Uniti ha stabilimenti a Elizabethtown (nel Kentucky), Farmington Hills nel Michigan, in Columbia, in Carolina del Sud, a Glasgow, Kentucky e Clarksville, nel Tennessee. In Cina, ha stabilimenti a Guangzhou e Suzhou. In Indonesia e Vietnam, ha una partnership con Astra. In Europa, ha strutture ad Arras e Gonessein Francia, e ha anche una presenza nel Regno Unito con il team di Formula 1 della McLaren.

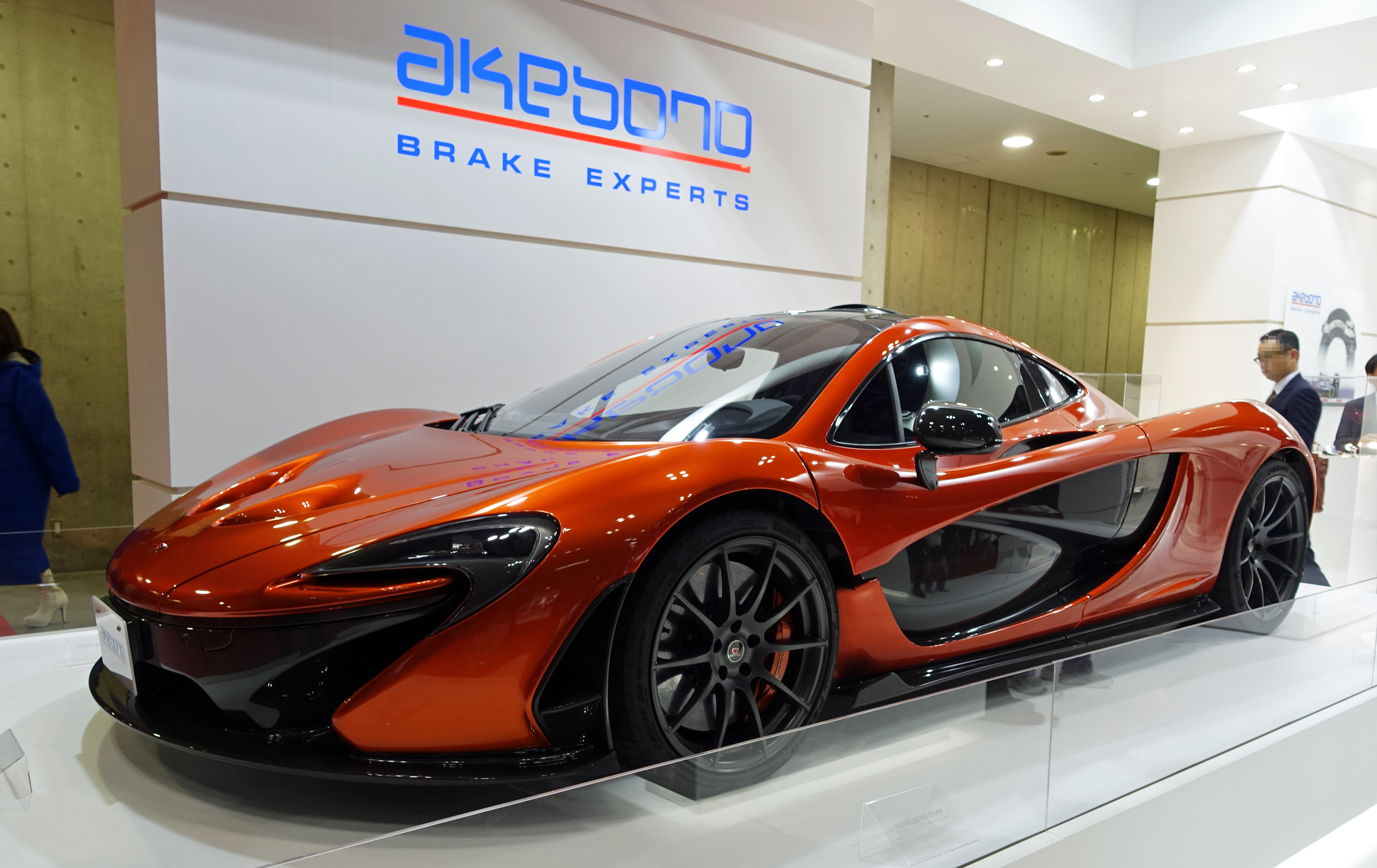
Vettura Mclaren dotata di freni Akebono

A partire dalla stagione 2007 di Formula Uno, Akebono è stato un partner tecnologico del team McLaren F1, fornendo sia alle monoposto in gara che alle vetture stradali dell'azienda britannica i sistemi frenanti.